# Монришар-Валь-де-Шер
Монришар-Валь-де-Шер (фр. Montrichard Val de Cher) — муніципалітет у Франції, у регіоні Центр — Долина Луари, департамент Луар і Шер. Монришар-Валь-де-Шер утворено 1 січня 2016 року шляхом злиття муніципалітетів Бурре i Монришар. Адміністративним центром муніципалітету є Монришар. Населення — 3645 осіб (01.01.2021).